# Trinchera Norte
La Trinchera Norte, también llamada Trinchera U Norte, es la barra brava (en Europa llamados hooligans o ultras) del Club Universitario de Deportes de la Primera División del Perú. Fue creada oficialmente el 9 de noviembre de 1988, luego de un lento período de formación que data de diez años atrás.
Está conformada por jóvenes de diferentes estratos sociales, provenientes de diversos sectores de la ciudad de Lima y del interior del país. Se ubican en la tribuna norte del Estadio Monumental y en general, de todos los estadios en los que juega el equipo, incluidos los de provincias. Se dividen en numerosos subgrupos, de acuerdo a la zona de la ciudad a la que pertenecen. Es considerada como la barra más violenta del Perú, y una de las barras más populares del país.
La Trinchera Norte tiene filiales en todo el país y también en diversas partes del mundo, las cuales asisten a los estadios cuando Universitario disputa algún encuentro internacional, ya sea en la Copa Libertadores, en la Copa Sudamericana o encuentros amistosos. Algunas de las filiales internacionales se encuentran en Argentina, Chile, España, Estados Unidos, Francia, Italia, Japón y Uruguay.
Los principales rivales de la Trinchera Norte son el Comando Sur (barra brava de Alianza Lima) y el Extremo Celeste (barra brava del Sporting Cristal). También mantiene rivalidades menores con Juventud Rosada (Sport Boys), La Banda del Basurero (Deportivo Municipal), la Barra León del Sur (Melgar) y la Furia Roja (Cienciano).

## Historia

### Inicios
Los primeros grupos organizados de barristas de Universitario de Deportes surgieron en el año de 1968, cuando un grupo de jóvenes estudiantes comenzaron a asistir constantemente al estadio, los cuales se reunían en la tribuna occidente del Estadio Nacional.
Con el pasar del tiempo el grupo de hinchas fue aumentando considerablemente, resultando difícil agrupar a todos en dicha tribuna. Por lo que decidieron trasladarse hacia la tribuna oriente, dando origen a lo que se conoce hoy en día como la Asociación Barra Dale U, más conocida como Barra Oriente. En aquel entonces era de las más organizadas en el ambiente deportivo del país, estaba formada principalmente por trabajadores, empleados públicos, profesionales y estudiantes.

«El principal problema de los barristas de Universitario de Deportes fue el constante hostigamiento que sufrían por parte de los barristas de Alianza Lima ubicados en la tribuna popular sur: robo de banderolas, sabotajes a sus coreografías y golpizas alrededor de los estadios».
Aldo Panfichi y Jorge Thieroldt.

Los hinchas decidieron no responder a las provocaciones, pero estas se volvieron muy violentas, iniciándose enfrentamientos que llegaron a un punto en el que los miembros de la barra, en su mayoría integrada por padres de familia y personas mayores, decidieron dejar de asistir al estadio.

### Fundación
Los enfrentamientos continuaron por más de dos años y a finales de la década de 1980, un grupo de jóvenes molestos con los dirigentes de la Barra Oriente dejaron de asistir a esta tribuna y se mudaron hacia la tribuna norte. Con el pasar de los días, muchos jóvenes llegaron a esta tribuna y el 9 de noviembre de 1988 después de diversas reuniones con los directivos del club decidieron fundar una nueva barra, a la que llamaron Barra U Norte. Un grupo de barristas provenientes de los distritos de Breña y Santiago de Surco fueron los encargados de dirigir oficialmente la barra.
Poco a poco fueron apareciendo grupos más violentos, hasta que uno de ellos tomó el control de la Barra U Norte, este agrupación formada por diez jóvenes se autodenominaron Los Ultras y cambiaron el nombre de Barra U Norte por Ultra Norte.
Debido a diversos hechos de violencia acontecidos a comienzos de los años 1990, la mayor parte de los integrantes de Los Ultras fueron apresados por las autoridades. Los demás miembros de la barra decidieron formar pequeños grupos de hinchas para que todos se encargaran de la dirección de la barra, todo este conjunto fue bautizado como La Cúpula. Luego de varios años en el poder La Cúpula se reunió en el Estadio Lolo Fernández para registrar oficialmente a la barra, además de adoptar el nombre de Trinchera Norte.

### Actualidad
Desde comienzos de los años 2010, dos facciones de la Trinchera Norte — La Turba y La Tropa — mantienen una fuerte lucha interna para tomar el control de la barra y así obtener diversos beneficios como la repartición de entradas o dinero por parte de algunos dirigentes del club. Algunos de estos enfrentamientos han ocurrido incluso dentro del mismo Estadio Monumental durante los partidos del club, lo que ha ocasionado que el recinto deportivo sea clausurado en varias ocasiones. Uno de los hechos más violentos y que tuvo gran notoriedad ocurrió el 30 de marzo de 2014, cuando un integrante de La Tropa falleció tras recibir un disparo en el pecho durante una pelea.

## La Trinchera Norte en la cultura popular
La creación del cántico «Vamos...», que ha sido adaptada por los hinchas de selecciones de fútbol y clubes de Perú, Chile y otros países, es atribuida a la Trinchera Norte.
El nombre de la Trinchera Norte fue tomado para designar a una barra de Millonarios Fútbol Club de Colombia fundada en 1996 por un grupo de hinchas de la ciudad de Bogotá, quienes adoptaron tal designación en honor a los seguidores del equipo crema.
En el año 2003 fue estrenada la obra teatral Un misterio, una pasión escrita por Aldo Miyashiro, que cuenta la historia, vida y muerte de Percy Rodríguez Marchand, alias Misterio, uno de los líderes más violentos de la Trinchera Norte, el cual fue encontrado muerto tras jalar él mismo el gatillo, jugando a la ruleta rusa. En 2005, el canal de televisión peruano Frecuencia Latina, transmitió una miniserie de 38 capítulos llamada Misterio, protagonizada por el actor Pietro Sibille e inspirada en dicha obra teatral. 
El 9 de noviembre de 2013, durante un encuentro ante León de Huánuco, los futbolistas de Universitario utilizaron una camiseta con el nombre de la barra estampada en el pecho.